# Millau
Millau (occitană Milhau) este un oraș în Franța, sub-prefectură a departamentului Aveyron în regiunea Midi-Pirinei. Valea în care se află orașul este traversată de Viaductul de la Millau, cel mai înalt viaduct din lume. 

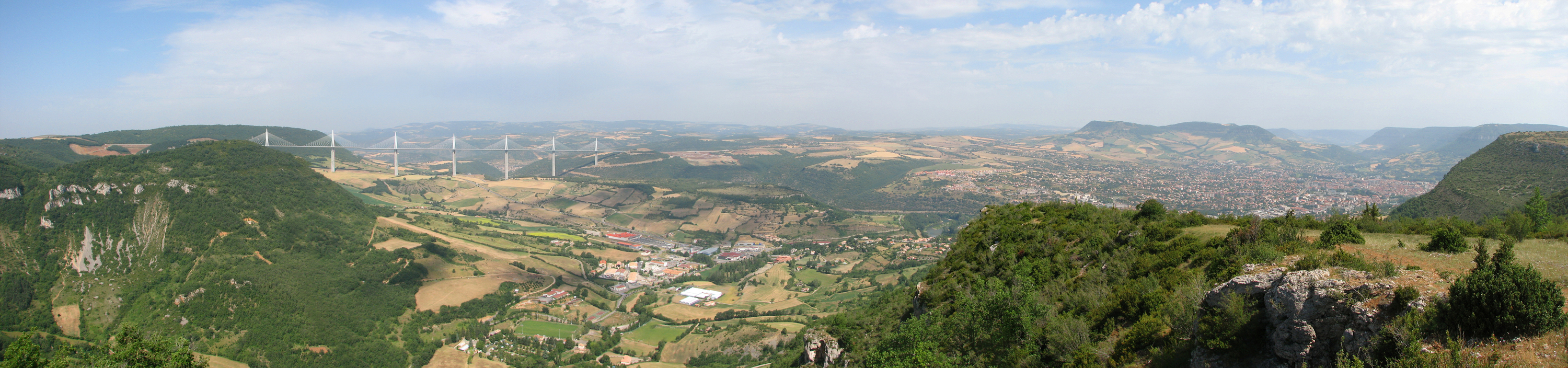
Viaductul de la Millau şi oraşul Millau în partea dreaptă

## Turism și Gastronomie
Relicve istorice deosebite din antichitate până în prezent atrag nenumărați turiști. Mâncăruri și băuturi tradiționale din regiune sunt disponibile la hotelul l´Etape din Avenue Jean Jaurès.